# Макей (Айдахо)
Макей (англ. Mackay; i[mæˈkeɪ]) — місто в окрузі Кастер, штат Айдахо, США. Згідно з переписом 2010 року населення становило 517 осіб, що на 49 осіб менше, ніж 2000 року.

## Географія
Макей розташований за координатами 43°54′42″ пн. ш. 113°36′43″ зх. д. / 43.91167° пн. ш. 113.61194° зх. д. (43.911784, -113.612041).  За даними Бюро перепису населення США в 2010 році місто мало площу 2,22 км², уся площа — суходіл.

## Демографія

### Перепис 2010 року
За даними перепису 2010 року, у місті проживало 517 осіб у 247 домогосподарствах у складі 137 родин. Густота населення становила 232,1 ос./км². Було 352 помешкання, середня густота яких становила 158,0/км². Расовий склад міста: 98,8 % білих, 0,2 % афроамериканців, 0,6 % індіанців, and 0,4 % людей, які зараховують себе до двох або більше рас. Іспанці та латиноамериканці незалежно від раси становили 1,0 % населення.
Із 247 домогосподарств 21,9 % мали дітей віком до 18 років, які жили з батьками; 43,3 % були подружжями, які жили разом; 7,3 % мали господиню без чоловіка; 4,9 % мали господаря без дружини і 44,5 % не були родинами. 39,7 % домогосподарств складалися з однієї особи, у тому числі 23,9 % віком 65 і більше років. У середньому на домогосподарство припадало 2,09 мешканця, а середній розмір родини становив 2,72 особи.
Середній вік жителів міста становив 47,5 року. Із них 21,5 % були віком до 18 років; 5,1 % — від 18 до 24; 19,3 % від 25 до 44; 31,4 % від 45 до 64 і 22,6 % — 65 років або старші. Статевий склад населення: 51,6 % — чоловіки і 48,4 % — жінки.
Середній дохід на одне домашнє господарство  становив 44 673 долари США (медіана — 42 083), а середній дохід на одну сім'ю — 52 329 доларів (медіана — 52 955). Медіана доходів становила 43 750 доларів для чоловіків та 26 607 доларів для жінок. За межею бідності перебувало 27,6 % осіб, у тому числі 36,4 % дітей у віці до 18 років та 29,7 % осіб у віці 65 років та старших.
Цивільне працевлаштоване населення становило 188 осіб. Основні галузі зайнятості: роздрібна торгівля — 26,6 %, транспорт — 16,0 %, освіта, охорона здоров'я та соціальна допомога — 13,8 %.

### Перепис 2000 року
За даними перепису 2000 року, у місті проживало 566 осіб у 261 домогосподарствах у складі 149 родин. Густота населення становила 251,2 ос./км². Було 353 помешкання, середня густота яких становила 156,7/км². Расовий склад міста: 98,59 % білих, 0,35 % індіанців, 0,71 % інших рас і 0,35 % людей, які зараховують себе до двох або більше рас. Іспанці та латиноамериканці незалежно від раси становили 2,30 % населення.
Із 261 домогосподарства 23,4 % мали дітей віком до 18 років, які жили з батьками; 48,7 % були подружжями, які жили разом; 5,7 % мали господиню без чоловіка, і 42,9 % не були родинами. 39,5 % домогосподарств складалися з однієї особи, у тому числі 21,1 % віком 65 і більше років. У середньому на домогосподарство припадало 2,13 мешканця, а середній розмір родини становив 2,86 особи.
Віковий склад населення: 22,4 % віком до 18 років, 4,6 % від 18 до 24, 23,9 % від 25 до 44, 27,7 % від 45 до 64 і 21,4 % років і старші. Середній вік жителів — 44 року. Статевий склад населення: 48,9 % — чоловіки і 51,1 % — жінки.
Середній дохід домогосподарств у місті становив $23 807, родин — $31 667. Середній дохід чоловіків становив $38 750 проти $20 357 у жінок. Дохід на душу населення в місті був $14 237. Приблизно 13,0 % родин і 18,4 % населення перебували за межею бідності, включаючи 19,5 % віком до 18 років і 19,8 % від 65 і старших.